# کاربوسیستئین
کاربوسیستئین (به انگلیسی: Carbocisteine) یک ترکیب شیمیایی با شناسه پاب‌کم ۱۹۳۶۵۳ است. شکل ظاهری این ترکیب، جامد بی رنگ است.